# Abbaye de Halsnøy
L'abbaye de Halsnøy (Halsnøy kloster) est une ancienne abbaye de chanoines augustins située sur l'île de Halsnøy sur le Hardangerfjord à Kvinnherad dans le Vestland en Norvège.

## Histoire
L'abbaye de Halsnøy était l'un des monastères les plus riches de la Norvège médiévale. Le monastère aurait été fondé en 1163 ou 1164 par le jarl Erling Skakke (1115-1179) pour inciter l'archevêque Øystein à couronner le fils de sept ans d'Erling, Magnus Erlingsson, qui régna comme roi de Norvège de 1161 à 1184.
La nouvelle fondation a attiré de nombreuses dotations et est rapidement devenue l'une des plus riches de Norvège. Les bâtiments ont été gravement endommagés par un incendie environ cent ans plus tard, et ont été reconstruits en gothique vers 1300.
Le monastère a été dissous en 1536 lors de la Réforme et ses terres et biens ont été confisqués par la Couronne. Pendant plus de 200 ans, il a été administré comme propriété de l'État, mais en 1758, le domaine a été acheté par le chambellan Andreas Juel, dans la famille duquel il est resté jusqu'en 1956. Le lieutenant Andreas Juel, un descendant de l'acheteur, a démoli les bâtiments monastiques restants vers 1840 et construit une nouvelle maison de la pierre en 1841.
En 1956, le site a été acheté par le Sunnhordland Museum qui a conservé les vestiges du bâtiment. Anciennement connu sous le nom de Sunnhordland Folkemuseum, le Sunnhordland Museum opère à partir des bureaux administratifs à Stord et sert de musée historique et culturel pour les huit municipalités de la région de Sunnhordland.
Des études archéologiques ont été menées sur place par l'architecte Gerhard Fischer en 1938-1939 et par Hans-Emil Lidén entre 1961 et 1963. Des parties de l'aile ouest avec l'abbaye sont conservées en ruines. Halsnøy est très inhabituel parmi les sites monastiques norvégiens en ce que ce qui survit principalement n'est pas les principaux bâtiments monastiques (église, salle capitulaire, , etc.), mais les bâtiments annexes plus petits. Ceux-ci ne survivent que sur deux autres sites monastiques pré-Réforme dans le pays : l'abbaye de Selje (Selje kloster) dans le district de Nordfjord et l'abbaye de Hovedøya (Hovedøya kloster) à Oslo,.